# Dead Ringer
Dead Ringer, também conhecido como Who Is Buried in My Grave? (bra: Alguém Morreu no Meu Lugar ou Alguém Morreu em Meu Lugar; prt: A Morte Bate Três Vezes) é um filme estadunidense de 1964, dos gêneros suspense e drama, dirigido por Paul Henreid, e estrelado por Bette Davis, Karl Malden e Peter Lawford. O roteiro de Albert Beich, Oscar Millard e Rian James foi baseado no filme mexicano "La Otra" (1945), estrelado por Dolores del Río.
O filme marca a segunda vez que Davis interpretou irmãs gêmeas, sendo a primeira no filme "Uma Vida Roubada" (1946).

## Sinopse
A viúva Margaret (Bette Davis) possui uma fortuna gigantesca em virtude do casamento com o homem que roubou de sua irmã, Edith (Bette Davis), muitos anos atrás. Edith, divorciada e sem dinheiro, resolve vingar-se do fato matando Margaret e vivendo em seu lugar. O problema é que, além de ter que se portar como sua irmã, Edith começa a despertar suspeitas nas pessoas ao seu redor, principalmente em Tony (Peter Lawford), um amante de Margaret que chega inesperadamente para visitá-la.

## Elenco
- Bette Davis como Margaret DeLorca / Edith Phillips
- Karl Malden como Sargento Jim Hobbson
- Peter Lawford como Tony Collins
- Philip Carey como Sargento Hoag
- Jean Hagen como Dede Marshall
- George Macready como Paul Harrison
- Estelle Winwood como Dona Anna
- George Chandler como George, o motorista
- Cyril Delevanti como Henry, o mordomo
- Bert Remsen como Daniel "Dan" Lister, o bartender
- Ken Lynch como Capitão Johnson
- Perry Blackwell como Cantor de Jazz
- Monika Henreid como Janet, a empregada

## Produção
O enredo de "Dead Ringer" foi utilizado novamente no filme mexicano "La Otra" (1945), dirigido por Roberto Gavaldón e estrelado por Dolores del Río. "Dead Ringer" foi refeito em 1986 como "Killer in the Mirror", um telefilme estrelado por Ann Jillian.
O filme se passa em Los Angeles e Beverly Hills. As cenas internas foram filmadas dentro e fora dos terrenos da Greystone Mansion, em Beverly Hills. A cena do bar foi filmada na esquina da Temple com a Figueroa, no centro de Los Angeles; já a cena do enterro foi filmada dentro do Cemitério Rosedale, em Los Angeles.
A combinação de jazz no Edie's Bar foi composta pelo organista eletrônico Perry Lee Blackwell e pelo baterista Kenny Dennis, ambos músicos notáveis, embora não creditados no filme. Blackwell pode ser visto cantando e tocando piano na comédia romântica "Pillow Talk", estrelada por Doris Day e Rock Hudson.
Este foi o último filme do diretor de fotografia Ernest Haller. Os truques de câmera utilizados nas cenas de "Uma Vida Roubada", onde as personagens gêmeas de Davis conversam uma com a outra, foram criadas por ele, que aprimorou o processo nessa produção. O maquiador Gene Hibbs foi contratado devido ao seu talento único para fazer atrizes mais velhas parecerem mais jovens por meio de uma técnica que ele utilizava.
O filme foi dirigido pelo ator Paul Henreid, que co-estrelou o drama romântico "A Estranha Passageira" (1942) ao lado de Davis. Monika Henreid, uma de suas duas filhas, interpreta Janet, a empregada. Henreid disse que dirigir o filme foi "uma experiência maravilhosa".

## Recepção
O filme recebeu aclamação de audiências e críticos contemporâneos. No Rotten Tomatoes, site agregador de críticas, a produção detém uma classificação de aprovação de 100%, com base em 10 críticas. No Metacritic, o filme possui uma classificação de 66/100.